# Johannes de Doperkerk (Breda)
De Johannes de Doperkerk, gewoonlijk de St. Jan de Doperkerk geheten, was een rooms-katholieke parochiekerk aan de Groot IJpelaardreef 69-71 in de Nederlandse stad Breda (provincie Noord-Brabant). Het kerkgebouw met pastorie werd in 1966 in gebruik genomen. De kerk heeft 34 jaar als parochiekerk gefunctioneerd totdat het in 2000 aan de eredienst is onttrokken en ten slotte in 2005 werd gesloopt.

## Bouw en gebouw
De bouwpastoor van de Sint Jan de Doperkerk was priester Const. M. van der Maade (1914-?), eerder godsdienstleraar in Breda, die op 14 augustus 1962 op 48-jarige leeftijd deze eervolle taak van bisschop Gerardus de Vet kreeg toegewezen. Hij vestigde zich daar al in december zodat hij de gehele opbouw kon meemaken te midden van zijn parochianen. Van der Maade koos St. Jan als patroonheilige. Hij zou er tot 29 januari 1984 pastoor blijven. Een nieuwe parochiekerk was noodzakelijk geworden vanwege de uitbreidingen van de stad in de uitbreidingswijk IJpelaar, waarvan het overgrote deel van de nieuwe bewoners nog katholiek was.

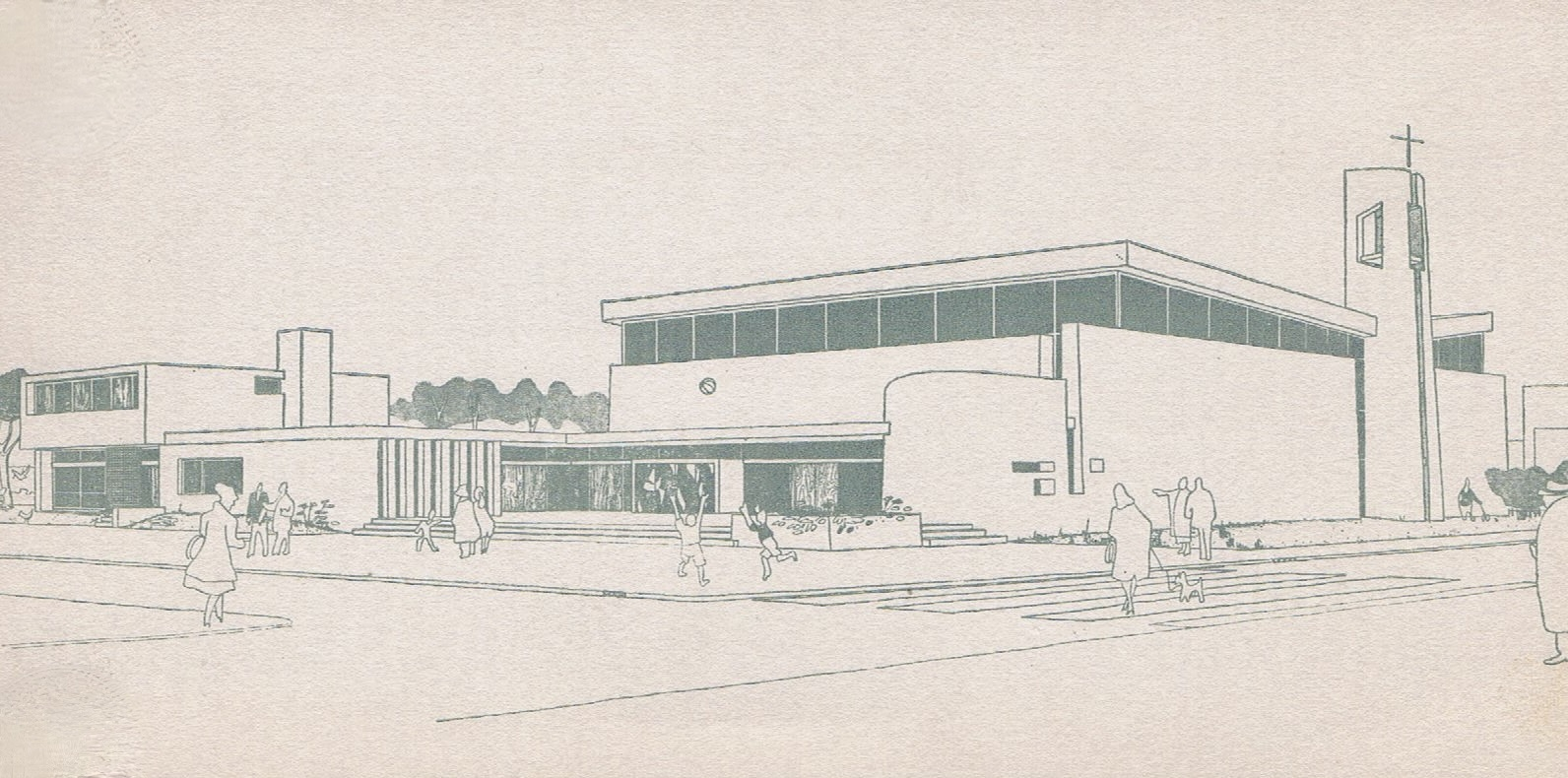
Ontwerptekening van architect Joost Margry van de St. Jan de Doperkerk te Breda, 1964

Van der Maade toonde als leraar aan de HTS interesse in bouwkunde en was op een van zijn reizen getroffen door de in 1953 in Keulen-Marienberg gebouwde St. Maria Königin kerk van architect Dominikus Böhm. Hij zocht een architect binnen het Bredase en kwam uit bij Joost Margry, een telg uit de architectenfamilie Margry die vanaf 1865 tientallen katholieke kerken in Nederland hadden gebouwd. Deze was bereid zich mede door die Keulse kerk te laten inspireren.
Het eerste ontwerp van Joost Margry, van juni 1963, probeerde los te komen van de toen populaire blokkendoos-vorm en kreeg ronde vormen. Hij had zich daarbij ook laten inspireren door de ‘organisch’ vormgegeven bedevaartkapel Notre Dame du Haut met zijn ‘krullend’ dak in Ronchamp, alwaar hij de architect daarvan, Le Corbusier, toevallig ontmoette. De bisschoppelijke beoordelingscommissie, met onder meer Dom Hans van der Laan, toonde grote bezwaren tegen het vooruitstrevende ontwerp. Van der Laan als representant van de Bossche School had weinig op met Margry's intuïtieve en utilistische benadering. Onder druk van de commissie moest Margry het ontwerp aanpassen. Doordoor werd het tweede ontwerp rechthoekiger, ‘nieuw zakelijk’ van stijl en kreeg de kerk een hellend plat dak dat in het midden naar beneden is geknikt. De afgeronde monolithische gesloten èn gespleten toren bleef als verwijzing naar Ronchamp overeind.

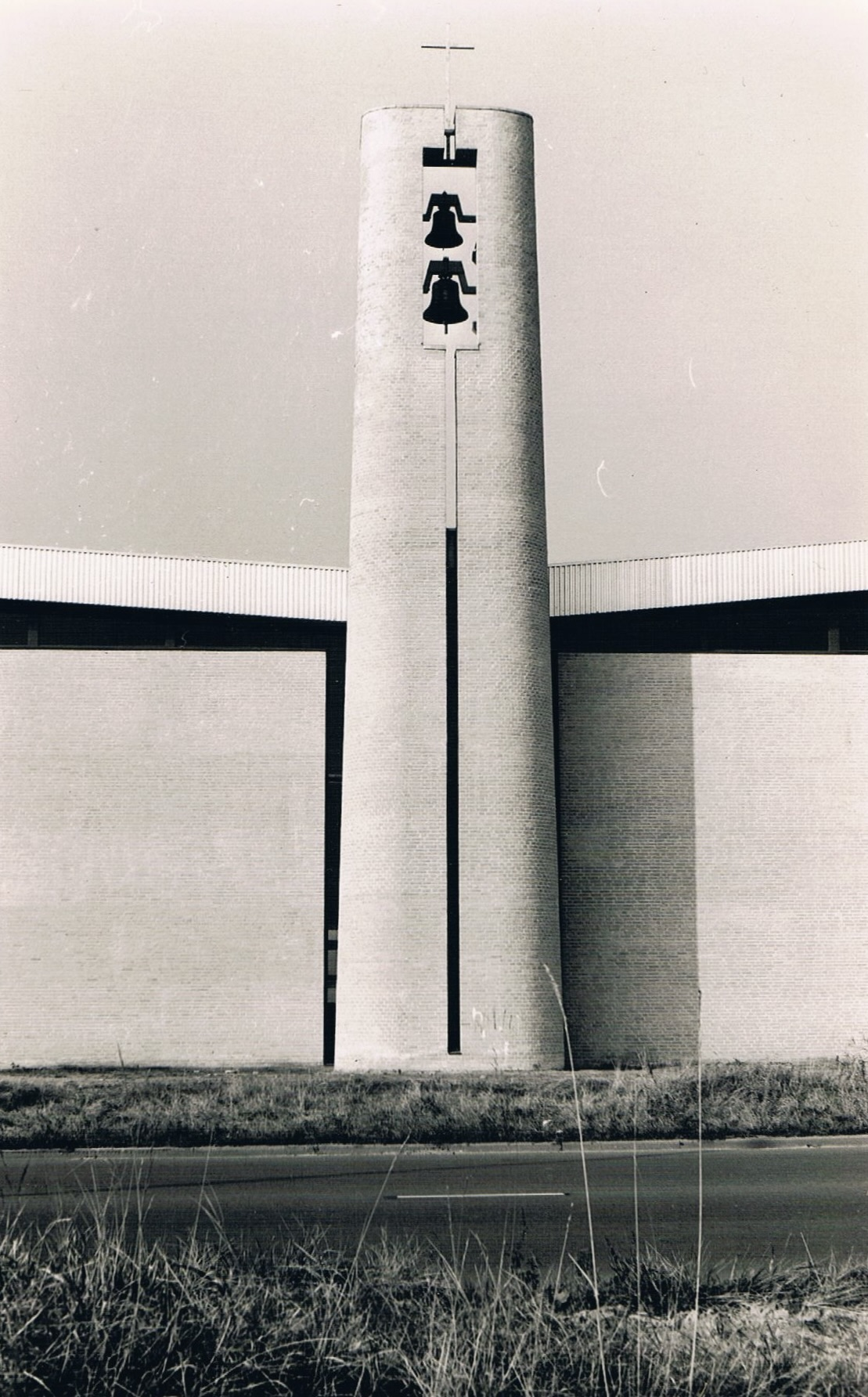
Kerktoren van de St. Jan de Doperkerk te Breda, 1970

De eerste woningen voor het uitbreidingsplan IJpelaar werden in 1962 gebouwd, een wijk uiteindelijk bedoeld voor zo'n 11.000 inwoners, van wie 8.500 katholiek. Op 13 juni 1964 was de nieuwe parochie formeel opgericht die toen zo’n 2500 parochianen omvatte. Totdat de bouw van de nieuwe kerk en pastorie was afgerond, fungeerde de in 1950 gebouwde grote kapel van het nabijgelegen kleinseminarie IJpelaar als tijdelijke parochiekerk. Voor de nieuwe kerk werd ruim 3000 vierkante meter grond aangekocht. De eerste steen werd op 17 oktober 1965 gelegd. Een novum was dat de pastoor zowel voor de steen als voor het ritueel een Nederlandse (en geen Latijnse) tekst had gezorgd, zodat de aanwezige parochianen het goed konden volgen. Het bouwbedrijf Gebr. Rijnen uit Breda voerde de bouw uit waarvoor de kosten bijna een miljoen gulden beliepen. Bisschop De Vet wijdde de zaalkerk, met ruimte voor 1200 parochianen, precies een jaar later in, op zondag 16 oktober 1966 in. 
Met assistentie van Leo Aerden en priesterdocenten van het seminarie kende de kerk een ruim aanbod aan diensten in het weekeinde: vijf eucharistievieringen, één (later twee) op zaterdagavond en vijf op de zondag. In de eerste jaren was er ook een kapelaan, W. Lourijsen

## Kunst
Het monumentale altaar, verbeeldende het Laatste Avondmaal, was gemaakt door de Bredase beeldhouwer Jan Vaes. Een van de fraaie onderdelen van de kerk was het kleurrijke acht meter hoge glas-in-betonraam van de Amsterdamse glazenier Joop van den Broek. Het was in ‘Cobra-stijl’ uitgevoerd en stelde de patroonheilige St. Jan voor. De kerk bood ook incidenteel, bijvoorbeeld in 1969, ruimte aan theateropvoeringen.

## Einde parochie en kerk
Wegens de ontkerkelijking in Nederland en daarmee sterk teruglopende aantallen kerkgangers werd op 27 september 2000 de laatste viering in de St. Jan de Doper gehouden en werd de kerk aan de eredienst onttrokken. Tevergeefs is geprobeerd is om de kerk, of op zijn minst het enorme glas-in-betonraam als onderdeel van een kleine dagkapel, te behouden. De kerk werd in 2005 gesloopt. Op de plek van de kerk zijn vervolgens kantoren en woningen gebouwd. De parochie ging als gemeenschap op in de toenmalige Jeruzalemparochie (= in 2024 de parochie van de Heilige Familie).